# جاريت هوبرت
جاريت أغسطس هوبرت (بالإنجليزية: Garret Hobart)‏ (3 يونيو 1844 - 21 نوفمبر 1899) هو نائب رئيس الولايات المتحدة الرابع والعشرين (1897-1899) تحت قيادة الرئيس ويليام ماكينلي. وكان نائب الرئيس الأمريكي السادس الذي يتوفى في منصبه.
ولدت هوبارت في لونغ برانش، نيو جيرسي، على شاطئ جيرسي، وترعرع في مارلبورو القريبة. دخل هوبارت جامعة روتجرز، ودرس القانون مع المحامي البارز سوكراتس تاتل. تزوج هوبارت لاحقا من ابنة تاتل. أصبح هوبارت ثريا عندما أصبح محامي شركات، رغم أنه لم يدخل قاعات المحاكم إلا نادرا.
خدم هوبارت في المناصب الحكومية المحلية، ومن ثم نجح في انتخابات المناصب الكبرى ضمن الحزب الجمهوري، حيث دخل كلا من الجمعية العامة لولاية نيو جيرسي ومجلس شيوخ نيو جيرسي. أصبح رئيس الجمعية، ثم رئيس المجلس. كان هوبارت مسؤولا قديما في الحزب، واختاره مندوبو نيو جيرسي إلى المؤتمر الوطني الجمهوري لعام 1896 الذي قرر تعيين محامي محبوب لمنصب نائب الرئيس. وكانت آراء هوبارت السياسية مماثلة لآراء ماكينلي الذي كان المرشح الرئاسي عن الجمهوريين. كانت نيوجيرسي ولاية رئيسية في الانتخابات المقبلة، فقرر ماكينلي ومستشاره القريب، مارك هانا، أن يختار هوبارت. وشارك المرشح هوبارت مع زميله في حملته الخفيفة، وإن قضى معظم الانتخابات في مكتب الحملة في مدينة نيويورك. نجح ماكينلي وهوبارت في الانتخابات.
وبصفته نائب الرئيس، أثبت هوبارت أنه شخصية شعبية في واشنطن، وكان مستشارا مقربا لماكينلي. توفي هوبارت في نوفمبر 1899 من مرض في القلب في سن الخامسة والخمسين؛ وأخذ حاكم نيويورك ثيودور روزفلت مكانه عن بطاقة الحزب الجمهوري في انتخابات عام 1900.

## النشأة
ولد غاريت أوغستس هوبارت في لونغ برانش، في نيو جيرسي، لأديسون ويلارد هوبارت وصوفيا فاندرفير. ينحدر أديسون هوبارت من المستعمرين الأوائل في نيو إنغلاند، وخدم العديد من أبناء عائلة هوبارت كقساوسة. قدم أديسون هوبارت إلى نيو جيرسي ليدرس في مدرسة في برادفيل في ولاية نيو جيرسي، وهي قرية صغيرة في بلدة مارلبورو في ولاية نيوجيرسي. تنحدر والدته من مستوطني القرن السابع عشر الهولنديين في نيو أمستردام (مدينة نيويورك حاليا) والذين انتقلوا إلى لونغ آيلند ثم إلى نيو جيرسي. عندما تزوج أديسون وصوفيا هوبارت في عام 1841، انتقلا إلى لونغ برانش، حيث أسس أديسون مدرسة ابتدائية. ولد غاريت في لونغ برانش في 3 يونيو عام 1844. رُزقا بثلاثة أولاد، كان غاريت الثاني منهم.
التحق غاريت في البداية بمدرسة والده في لونغ برانش. انتقلت عائلة هوبارت إلى مارلبورو في أوائل خمسينيات القرن التاسع عشر، وأُرسل غاريت إلى مدرسة القرية. عُرف غاريت- الذي أصبح نائبًا للرئيس- في طفولته بكونه طالبا ممتازا في كل من المدرسة النهارية ومدارس الأحد، ورياديا في رياضات الشباب. أرسله والده إلى مدرسة طيبة السمعة في فريهولد تقديرا لقدراته، لكنه رفض العودة بعد خلاف مع المدرس، وأُرسل إلى أكاديمية ميدلتاون بوينت، (التي عُرفت فيما بعد باسم معهد غلينوود) وهي مدرسة بارزة في ماتوان، في نيو جيرسي.
تخرج من الأكاديمية في عام 1859 في سن الخامسة عشر، ولاعتقاد والديه أنه أصغر سنا من أن يرتاد الكلية، بقي في المنزل يدرس ويعمل بدوام جزئي لمدة سنة. عمل خلال هذا الوقت كمعلم في مدرسة برادفيلت التي كانت نفس المدرسة التي عمل بها والده. التحق غاريت هوبارت بكلية روتغرز، وتخرج منها في عام 1863 في سن التاسعة عشر، وحصل على المركز الثالث في دفعته.
حصل على شهادته من ثيودور فريلينهويزن، أول مرشح حزب رئيسي لمنصب نائب الرئيس في ولاية نيو جيرسي، والذي خسر الانتخابات مع هنري كلاي في عام 1844. كان هوبارت متبرعًا سخيًا لروتغرز، وحصل على شهادة فخرية بعد أن أصبح نائبًا للرئيس، وانتُخب أمينا قبل وفاته بفترة قصيرة.